# Peperomia calvescens
Peperomia calvescens är en pepparväxtart som beskrevs av William Trelease. Peperomia calvescens ingår i släktet peperomior, och familjen pepparväxter. Inga underarter finns listade i Catalogue of Life.